# ジェイソン・ラベドー
ジェイソン・ラベドー（Jason Rabedeaux、1965年4月4日 - 2014年9月22日）は、アメリカ合衆国ウィスコンシン州出身のバスケットボール指導者である。
カリフォルニア大学デービス校で選手として個人タイトルを多数獲得。
卒業後は指導者に転じ、1999年にはドン・ハスキンスの後任としてテキサス大学エルパソ校のヘッドコーチに就任。2000-2001シーズンは23勝6敗、大学史上最高となる1試合平均80.3得点を記録し、ウエスタン・アスレチックカンファレンスの最優秀コーチに選ばれた。2002年に辞任。
2008年、中国プロバスケの江蘇ドラゴンズHCに就任。1シーズン目でセミファイナル進出に導き、外国人最優秀コーチに選ばれた。
2010年、リンク栃木ブレックスHCに就任。12月15日、成績不振を理由に解任され、その後はバーレーンのAl-Manamaで指揮を執った。
2012年にベトナム、ホーチミン市をホームタウンとするサイゴン・ヒートのヘッドコーチに就任し指揮を執っていたが、在任中の2014年9月22日に死亡した。前日のASEANバスケットボールリーグ公式戦で勝利し、通算成績を6勝7敗とした矢先のことであった。